# Pablo Hernández Salces
Pablo Hernández Salces (Zaragoza, 25 de enero de 1834 - Madrid, 10 de diciembre de 1910) fue un compositor y organista español del Romanticismo.
Fue discípulo del maestro Eslava en el Conservatorio de Madrid, en el cual más tarde sería profesor (1863). Ganó por oposición la plaza de organista de la Real Basílica de Atocha.
El estilo de su música religiosa acusa las influencias teatrales del siglo XVIII. Compuso: seis fugas, una Misa a tres voces con orquesta, un Miserere, un Avemaria, un Te Deum, motetes, lamentaciones, etc. Fue también autor de las zarzuelas Gimnasio higiénico y Un sevillano en La Habana, de una sinfonía y de un método para órgano.